# James Butler, 5. jarl af Ormond
James Butler, 5. jarl af Ormond, 1. jarl af Wiltshire KG (24. november 1420 – 1. maj 1461) var en anglo-irsk adelsmand og soldat. Butler var en trofast støtte af Huset Lancaster og dronning Margrete af Anjou under Rosekrigene. Han blev halshugget af de sejrende York-tropper efter Slaget ved Towton.

## Familie
James Butler, født den 24. november 1420, var den ældste søn af James Butler, 4. jarl af Ormond og hans første hustru, Joan Beauchamp, grevinde af Ormond (d. 3. eller 5. august 1430). Han havde to yngre brødre, John Butler, 6. jarl af Ormond, og Thomas Butler, 7. jarl af Ormond, samt to søstre, Elizabeth Butler, der blev gift med John Talbot, 2. jarl af Shrewsbury, og Anne Butler (d. 4. januar 1435), som var blevet aftalt et ægteskab med Thomas FitzGerald, 7. jarl af Desmond, dog ser ægteskabet ikke ser ud til at være blevet realiseret.

## Karriere
Han blev ophøjet til jarl af Wiltshire, i Englands højadel, af kong Henrik 6. den 8. juli 1449 for hans troskab over for Huset Lancasters interesser. I 1451 blev han vice stedfortræder i Irland. Det næste år efterfulgte han sin far i som jarl af Ormond og blev desuden udnævnt til Lord Lieutenant i ti år. Fra marts til maj 1455 tjente han som Lord High Treasurer of England og blev slået til ridder af Hosebåndsordenen i 1459. Butler tjente som Lord High Treasurer igen fra 1458 til 1460. Butlers tid som Lord High Treasurer være præget af økonomiske problemer.

Da den dynastiske borgerkrig, kendt som Rosekrigene, brød ud, kæmpede Wiltshire på Huset Lancasters side og blev en af dronning Margrete af Anjous mest loyale støtter. Han rejste en betydelig styrke af gæliske irske tropper til at gøre tjeneste i England. Han var til stede under Det 1. slag ved St Albans i 1455, Slaget ved Wakefield i 1460, Slaget ved Mortimer's Cross i 1461 og i Slaget ved Towton.

## Død
Han døde den 1. maj 1461, halshugget i Newcastle af york-støtterne, efter at Lancaster-hæren var blev udslettet i Slaget ved Towton. Han er blevet beskrevet af Dan Jones (The Hollow Crown) som "måske den største kujon i sin generation, der (tidligere) havde stukket af fra Det 1. slag ved St Albans og Slaget ved Mortimer's Cross. Han bragte antallet op til tre deserteringer ved at forlade Towton, men denne gang var hans held slut".
Han blev efterfulgt af sin bror, John Butler, 6. jarl af Ormond.

## Ægteskaber og børn
Han giftede sig først med Avice Stafford (1423-1457), datter og arving af Sir Richard Stafford og hans hustru Maud Lovell, datter og arving af Robert Lovell. De fik ingen børn.
Han giftede sig anden gang med Eleanor Beaufort (1431-1501), datter af Edmund Beaufort, 2. hertug af Somerset, af Eleanor Beauchamp, datter af Richard Beauchamp, 13. jarl af Warwick. Parret fik ingen børn. 

## Udseende og karakter
Jarlen af Wiltshire blev beskrevet som den smukkeste mand i kongeriget, og som Gregory beretter, kæmpede Wiltshire i Det 1. slag ved St Albans i 1455, "hovedsageligt med hælene, for han var bange for at miste sin skønhed". Klogt havde han taget rustningen af og skjult den i en grøft og iført sig en munkedragt.